# Rolf Ekelund
Rolf Arne Ekelund, född 21 april 1937, död 9 oktober 2024 i Norrköping, var en svensk jazzmusiker.

## Biografi
Rolf Ekelund var en av två grundare till bandet Storyville Creepers där han spelade kornett. Storyville Creepers grundades på juldagen 1952. Storyville Creepers är en traditionell jazzgrupp som fokuserar på kompositioner av Roffe Ekelund och arrangemang av klassiska sånger från till exempel Armstrongs, Morton och King Olivers. Medlemmar är Ekelund (kornett), Henrik Sampe (trombon), Benny Ringman (sopransax), Jacob Ullberg (banjo), Lasse Gottfriedz (bas) och Bosse Ekelund (trummor).
Ekelund spelade även kornett i bandet Swedish Creole Jazz Band. Bandet bildades 2007, men de spelade tillsammans redan under 1950-talet. Bandet spelade bland annat på Nalen, folkparker och radiotjänst.
År 1964 var Ekelund med vid Nordisk musikpedagogisk unions (NMPU) kongress i Stockholm. Han höll tillsammans med Bertil Sundin och Gunnar Mörth ett föredrag om jazzpedagogik och de lät musiklärare utan tidigare jazzerfarenhet testa några övningar tillsammans med en basist och trummis. Ekelunds arbete för pedagogiken gav honom ett stipendium från Danderyds kommun.